# A Mind Forever Voyaging
A Mind Forever Voyaging (AMFV) — игра в жанре interactive fiction, дизайнером и разработчиком которой был Стив Мерецки, опубликованная Infocom в 1985 году. Название игры взято из третьей книги Прелюдии Уильяма Вордсворта:
The antechapel where the statue stood

Of Newton with his prism and silent face,

The marble index of a mind for ever

Voyaging through strange seas of Thought, alone.
AMFV не была обычной игрой Infocom: в ней была только одна головоломка ближе к концу игры. В отличие от других игр Infocom, в том числе написанных Стивом Мерецки, игра имеет серьёзный тон и политическую тематику; к этим особенностям компания вернётся в игре следующего года Trinity. Хотя игра не имела коммерческого успеха, она считается одной из лучших игр, выпущенных Infocom. Игра также была первой из серии «Interactive Fiction Plus», что означало, что у неё были более высокие требования к доступному объёму памяти, в отличие от прошлых игр Infocom, которые использовали менее сложную версию интерпретатора Z-machine. Это 17-я игра Infocom’s. Игра намеренно проектировалась как полемическая критика политики Рональда Рейгана.

## Сюжет
Игрок управляет PRISM, первым в мире разумным компьютером. Действие игры проходит в 2031 году. Экономика Соединённых Штатов Северной Америки (СШСА, USNA) находится в кризисе. Молодёжь в больших количествах использует «кабинки радости» («joybooths») — устройства, которые напрямую стимулируют центр удовольствия в мозге, и совершают самоубийства путём перестимуляции. Новая гонка вооружений, включающая разработку ядерного оружия размером с пачку сигарет, угрожает превратить СШСА в полицейское государство. Не зная, что он является сложным компьютером, PRISM прожил 11 лет (в реальном времени, 20 лет в симулируемом времени) как обычный человек, «Перри Симм». Доктор Абрахам Перельман, «отец» PRISM, сообщает Перри о его истинной природе и мягко выводит его из режима симуляции в реальность. Перельман объясняет, что он разбудил PRISM для выполнения важной миссии: симуляция плана оздоровления экономики, поддерживаемого сенатором Ричардом Райдером. План призывает к восстановлению цели нации через дерегулирование промышленности, призыв в армию, торговый протекционизм и возвращение к традиционным основным ценностям. В режиме симуляции Перри может записывать свои ощущения в буфер, который будет анализироваться для определения успеха плана. Если Перри «умирает» в симуляции, это не является катастрофической проблемой, так как может быть произведён её перезапуск.

## Разное
Автор игры Стив Мерецки отметил, что он надеялся, что политическое содержание игры вызовет скандал. Когда в итоге игра не вызвала никакой особенной реакции, он решил написать игру, включавшую небольшие сексуальные элементы, потому что «ничто не рождает скандалы так, как секс». Результатом стал выпуск игры Leather Goddesses of Phobos.
A Mind Forever Voyaging был присвоен рейтинг сложности «Повышенный» (англ. «Advanced»).
В игре 178 локаций.